# Misbruik van machtspositie (Europese Unie)
In het Europees Unierecht is er sprake van misbruik van machtspositie of misbruik van dominante positie wanneer een onderneming haar machtspositie gebruikt om de concurrentie uit te schakelen.
Artikel 102 van het Verdrag betreffende de werking van de Europese Unie verbiedt misbruik van machtspositie. Een machtspositie op zich is wel toegelaten.
Zodat er sprake is van misbruik van machtspositie, moet er voldaan worden aan drie voorwaarden:
1. het moet gaan over een onderneming
2. met een machtspositie
3. die deze machtspositie misbruikt.

Volgens de rechtspraak is het op zich niet onwettig voor een onderneming om een machtspositie in te nemen, en een onderneming kan concurreren op grond van haar verdiensten op de markt waarmee zij een machtspositie bekleedt. Zij draagt evenwel een bijzondere verantwoordelijkheid in die zin dat zij door haar gedrag een daadwerkelijke en onvervalste mededinging op de betrokken markt(en) niet mag ondermijnen.
Het verbod op misbruik van een machtspositie is een essentieel bestanddeel van het mededingingsbeleid en de daadwerkelijke handhaving ervan bevordert een betere werking van de markten, wat in het voordeel is van bedrijven en consumenten.
Ondernemingen die zich schuldig maken aan misbruik van machtspositie, kunnen beboet worden door de Europese Commissie. Deze boetes lopen op tot 10% van de wereldwijde omzet.

## Artikel 102 VWEU
Artikel 102 VWEU luidt:
Onverenigbaar met de interne markt en verboden, voorzover de handel tussen lidstaten daardoor ongunstig kan worden beïnvloed, is het, dat een of meer ondernemingen misbruik maken van een machtspositie op de interne markt of op een wezenlijk deel daarvan.
Dit misbruik kan met name bestaan in:
a. het rechtstreeks of zijdelings opleggen van onbillijke aan- of verkoopprijzen of van andere onbillijke contractuele voorwaarden;
b. het beperken van de productie, de afzet of de technische ontwikkeling ten nadele van de verbruikers;
c. het toepassen ten opzichte van handelspartners van ongelijke voorwaarden bij gelijkwaardige prestaties, hun daarmede nadeel berokkenend bij de mededinging;
d. het feit dat het sluiten van overeenkomsten afhankelijk wordt gesteld van het aanvaarden door de handelspartners van bijkomende prestaties, welke naar hun aard of volgens het handelsgebruik geen verband houden met het onderwerp van deze overeenkomsten.

## Onderneming

### Ondernemingen
Het begrip 'onderneming' wordt autonoom geïnterpreteerd door het Hof van Justitie.
In het Europees mededingingsrecht is sprake van een onderneming wanneer een entiteit een economische activiteit uitoefent. Hierbij is het niet van belang of de entiteit rechtspersoonlijkheid heeft of niet.

#### Entiteit
In de context van artikel 101 VWEU moeten er meerdere van elkaar zelfstandige ondernemingen zijn. Wanneer een moedervennootschap samen met haar dochtervennootschap een economische eenheid vormt waarbinnen de dochter over geen enkele zelfstandigheid beschikt om haar eigen marktgedrag te bepalen, is artikel 101 VWEU niet van toepassing omdat niet is voldaan aan de vereiste van een pluraliteit van ondernemingen. In zo'n geval geldt intragroepsimmuniteit.
Zelfstandigen worden gezien als een aparte entiteit en dus als een aparte onderneming. Schijnzelfstandigen worden geherkwalificeerd naar werknemers en maken geen aparte entiteit uit. Om te beoordelen of een werknemer schijnzelfstandige is, moet men kijken naar of die persoon onder leiding van zijn werkgever handelt, of hij de vrijheid heeft om zijn tijdschema en de plaats en inhoud van het werk te kiezen en of hij zelf geen commerciële of financiële risico's draagt.
Vakverenigingsactiviteiten (bijvoorbeeld het afsluiten van een collectieve arbeidsovereenkomst) worden vrijgesteld.

#### Economische activiteit
In principe wordt elke activiteit gezien als een economische activiteit en zijn er geen uitgesloten sectoren.
Sommige activiteiten zijn echter nooit economisch aangezien ze zo nauw verbonden zijn met de uitoefening van overheidsgezag. Luchtverkeerscontrole, controle op vervuiling in de haven, de uitvoering van Europese richtlijnen en een openbaar onderwijsstelsel dat volledig of hoofdzakelijk uit overheidsmiddelen wordt gefinancierd worden niet beschouwd als economische activiteiten. Socialezekerheidsinstellingen voeren slechts economische activiteiten uit in zoverre ze niet concurreren met andere instellingen.

## Machtspositie
Een machtspositie wordt omschreven als "een economische machtspositie van een onderneming, die deze in staat stelt de instandhouding van een daadwerkelijke mededinging in de relevante markt te verhinderen doordat zij sterk genoeg is om zich in belangrijke mate onafhankelijk van haar concurrenten, afnemers en uiteindelijk de consumenten te gedragen".
Een machtspositie hebben is niet verboden. Het kan immers zijn dat de onderneming een machtspositie heeft verworven omdat ze zeer verdienstelijk is en haar diensten kwalitatiever zijn dan die van concurrenten. Enkel het misbruik van een machtspositie is verboden.
Marktmacht op zich wordt niet geviseerd. Men moet kijken naar de relevante markt, en dit onafhankelijk van concurrenten, afnemers of consumenten.
Machtsposities zijn objectieve gegevens, wat inhoudt dat de reden waarom men dominant is, irrelevant is.

### Collectieve machtspositie
Een collectieve machtspositie doet zich voor wanneer twee of meer juridisch onafhankelijke ondernemingen zich als één dominant geheel presenteren op de markt. Tussen deze ondernemingen bestaan structurele banden (zij vallen bijvoorbeeld onder dezelfde groepsvrijstellingsverordening en bevinden zich daarom in een objectief gelijkaardige situatie).
Het Hof van Justitie voegt de volgende criteria toe:
1. de markt moet transparant zijn
2. de stilzwijgende coördinatie is duurzaam, wat een stimulans inhoudt voor deelnemers om niet af te wijken van het gedrag
3. de voorzienbare reactie van de huidige en toekomstige concurrenten en consumenten brengen de verwachte resultaten niet in gevaar.

In Piau legde de FIFA een reglement op voor voetbalmakelaars waardoor enkel nog natuurlijke personen makelaar konden worden, kandidaat-makelaars een ingangsexamen en een interview moesten afleggen en een borg moesten stellen van minstens 180.000 euro. FIFA is een vereniging van ondernemingen en federaties, die op hun beurt voetbalclubs verenigen. Niettemin geniet FIFA van een collectieve machtspositie volgens het Gerecht aangezien er structurele banden bestaan tussen de clubs die zich als één geheel gaan gedragen, wat uitsluitingseffecten heeft ten aanzien van makelaars. Dit alles ondanks het feit dat FIFA slechts één onderneming is. Het Gerecht rechtvaardigt dit door te stellen dat FIFA de emanatie is van nationale verenigingen en clubs.

### Marktafbakening
De onderneming moet een machtspositie hebben op de relevante markt waarop ze actief is. Om te bepalen of de onderneming een machtspositie heeft op die markt, moet men de markt afbakenen op basis van de productmarkt enerzijds en de geografische markt anderzijds. De Bekendmaking van de Commissie inzake marktafbakening is hiervoor belangrijk.
Uit de beslissingspraktijk van de Commissie blijkt dat de Commissie de markt vaak eng zal definiëren. Dit heeft tot gevolg dat de betrokken onderneming sneller een machtspositie zal hebben op de relevante markt.

#### Revelante productmarkt
De relevante productmarkt wordt afgebakend op basis van de substitueerbaarheid van de betrokken goederen. Deze substitueerbaarheid wordt gemeten door:
1. productkenmerken: zo oordeelde het Hof van Justitie dat bananen bijzondere eigenschappen hebben (smaak, uiterlijk, smaak en zachtheid) en er aldus een aparte productmarkt bestaat voor bananen, wat inhoudt dat bananen zich voldoende onderscheiden van andere verse vruchten en daardoor niet kunnen worden vervangen;
2. de prijs: hier wordt de SSNIP-test toegepast.

Is er echter geen prijs (bijvoorbeeld diensten als Facebook, YouTube e.d.), dan past men de Small but Significant Non-transitory Decrease in Quality-test toe.

##### Platformeconomie
Bij platformen (bv. YouTube, Facebook, Airbnb enz.) wordt een onderscheid gemaakt tussen advertentieplatformen en transactieplatformen.
In het geval van advertentieplatformen bestaan er twee relevante markten:
- de markt van de adverteerders;
- de markt van de gebruiker.

In het geval van de transactieplatformen bestaat er slechts één markt, m.n. die van de dienstverlening van de verkoper.
In de zaak Google Search ontwaarde de Commissie twee platformen: die van zoekdiensten enerzijds en die van online zoekadvertenties anderzijds. In Google & Double Click werd wél gekeken naar de online advertentiemarkt.

#### Relevante geografische markt
De relevante geografische markt is het grootste mogelijke gebied waarbinnen de voorwaarden voor de mededinging voldoende homogeen zijn om het in zijn geheel te beschouwen.
In principe betreft dit de hele Europese Economische Ruimte, tenzij er factoren zijn die hieraan afbreuk doen (zoals transportkosten, wet- en regelgeving die een verhandeling onmogelijk maken, culturele barrières ...).
Relevant is ook de substitutieketen (chain of substitution): hoever zou de consument bijvoorbeeld rijden om hetzelfde product te kopen bij een andere onderneming?

### Marktmacht
Het marktaandeel is een belangrijke indicatie om bewijs te kunnen vormen voor een machtspositie. Volgens vaste rechtspraak van het Hof van Justitie kunnen zeer grote marktaandelen (50 % of meer) op zich voldoende bewijs vormen voor het bestaan van een machtspositie.
Heeft men een marktaandeel van meer dan 40 % gedurende een bepaalde tijd, dan geldt dit als een indicatie van een machtspositie. Een marktaandeel van meer dan 50 % creëert een vermoeden van machtspositie. Zodra men een marktaandeel van meer dan 90 % heeft, is men superdominant.
Marktaandelen zijn evenwel veel minder relevant voor zeer veranderlijke markten en voor recente sectoren in volle expansie met vluchtige grote marktaandelen.
Andere factoren die kunnen wijzen op marktmacht zijn exclusieve toegang tot technologie, verticale integratie, een gepriviligeerde toegang tot grondstoffen enz. Men mag volgens het Hof van Justitie echter nooit dominantie vaststellen uit misbruik: men mag m.a.w. niet stellen dat men enkel op basis van het misbruik automatisch dominant is.
| Marktaandeel % | Vaststellingen |
| -------------- | --- |
| 100%           | Richard Whish erkent dat een marktaandeel van 100 % zeldzaam is, maar niettemin mogelijk blijft zoals het geval was in GVL OJ. Marktaandelen van 100 % komen vaak voor in gevallen waar er slechts één onderneming actief is voor de distributie van het product. De rechtspraak noemt dit de facto-monopolies. Verdere aanwijzingen van de facto-monopolies kunnen worden gevonden in Amministrazione Autonoma dei Monopoli di Stato, Telefónica SA en Motorola - Enforcement of GPRS standard essential patents. |
| 85-90%         | Hoge marktaandelen zijn vaak afdoend om te kunnen spreken over een machtspositie. Dit blijkt uit Tetra Pak Rausing SA waarin een marktaandeel was van 91 %, BPP Industries Plc en British Gypsum Ltd met 96% en Microsoft Corp. v Commission en Google v Commission met meer dan 90 %. |
| 75%            | Indicatie van dominantie. |
| 50%            | Vanaf een marktaandeel van 50% geldt een vermoeden van dominantie dat moet worden weerlegd door de onderneming. Hoewel volgens dit vermoeden eerder beperkt is volgens sommigen, werd het effect ervan bevestigd in de rechtspraak: France Télécom, Solvay en AstraZeneca AB. |
| 40% of meer    | Geldt als bewijs van dominantie. Dit moet worden overwogen met andere factoren. |
| 25-40%         | Dominantie is onwaarschijnlijk, tenzij het gaat om een gefragmenteerde markt en significante andere factoren. Echter, rechtspraak wijst uit dat dominantie vaststellen niettemin mogelijk blijft: in Virgin/British Airways werd een marktaandeel van 39.7% dominant geacht. |
| 20%            | Mogelijk dominant in combinatie met andere factoren. |
| 10%            | Te laag. |

### Netwerkeffecten
Om de dominante positie van een onderneming die een platform aanbiedt te bepalen, moet gekeken worden naar de netwerkeffecten van de dienst. Netwerkeffecten houden in dat de waarde van de dienst of het goed afhankelijk is van het aantal gebruikers.
Positieve netwerkeffecten houden in dat er een recht evenredig verband bestaat tussen het aantal gebruikers van een dienst en de populariteit ervan.
Negatieve netwerkeffecten houden in dat eer een omgekeerd evenredig verband bestaat tussen het aantal gebruikers en de aantrekkelijkheid van de dienst omdat de dienst minder exclusief wordt.
Directe netwerkeffecten wijzen op een stijging van de waarde van de dienst als het aantal gebruikers toeneemt.
Indirecte netwerkeffecten houden in dat de waarde die de gebruikers aan de ene kant hechten aan de dienst, afhangt van de waarde die de gebruikers aan de andere kant eraan hechten.

#### Cisco t. Commissie
In Cisco t. Commissie oordeelde het Gerecht dat een groot marktaandeel weinig relevant is op een zeer dynamische markt. Het Hof stelde bovendien dat Skype een gratis dienst is en een prijsverhoging als gevolg onmogelijk wordt. Er zouden evenmin technische of economische belemmeringen bestaan voor de overschakeling naar een soortgelijke dienst van een concurrent en ook de overstapskosten zijn laag. Het Gerecht wijst eveneens op het fenomeen van multi-homing, waarbij een consument meerdere soortgelijke diensten gebruikt.

## Misbruik

### Kenmerken
Artikel 102 VWEU houdt geen verbod in op machtsposities maar enkel op het misbruik ervan. Omwille van hun grote invloed hebben ondernemingen met een machtspositie een bijzondere verantwoordelijkheid om zich te onthouden van bepaalde gedragingen die zonder de machtspositie geen misbruik zouden uitmaken. Misbruik is per se illegaal, d.w.z. dat misbruik in elke omstandigheid verboden is, ook al heeft het misbruik een positief effect op het consumentenwelzijn (bijvoorbeeld lagere prijzen).
Hoffman-La Roche t. Commissie is een cruciale zaak aangezien het Hof daarin oordeelde dat de term "misbruik" niet verder moet worden gespecifieerd om te kunnen leiden tot een boete van de Commissie en er dus met vage begrippen mag worden gewerkt. Een soortgelijke beslissing werd genomen in Deutsche Telekom AG t. Commissie, waarin het Hof stelde dat de onderneming moet concurreren op basis van haar verdiensten.
Misbruik van machtspositie bestaat uit twee componenten:
1. een objectief element: de intentie om de mededinging te beperken is dus irrelevant;[43]
2. het moet gaan om een artificieel voordeel: het voordeel zou niet kunnen worden verkregen onder normale marktomstandigheden zonder het misbruik.[44] Een daadwerkelijke mededinging wordt gekenmerkt doordat de onderneming concurreert op basis van haar verdiensten, zoals lagere prijzen, een betere kwaliteit of een ruimer aanbod aan nieuwe of betere goederen en diensten.[45] Misbruik wordt gekenmerkt doordat men niet concurreert op basis van de eigen verdiensten, zoals door middel van roofprijzen.

### Soorten misbruik
Artikel 102, tweede lid VWEU geeft een aantal voorbeelden van misbruik. De woorden "met name" wijzen erop dat dit geen exhaustieve opsomming is.
Misbruik wordt ingedeeld in uitbuiting en uitsluiting. De Commissie heeft richtsnoeren bekendgemaakt met de voornaamste soorten misbruik. Het gaat om:
- exclusieve afname;
- voorwaardelijke kortingen;
- koppelverkoop en bundeling;
- roofprijzen;
- excessieve prijzen;
- weigering tot levering en margin squeeze (wurgprijzen).

Het afleggen van misleidende verklaringen, of breder, het verstrekken van foutieve informatie, is een voorbeeld van misbruik.

### Uitsluiting
Uitsluiting vindt plaats wanneer een dominante onderneming concurrenten ervan weerhoudt om op een winstgevende manier een markt te betreden of om op die markt te blijven. Er is dus ook een indirect effect op consumenten. Het gedrag zal ofwel concurreren met de downstream-markt en erop gericht zijn om de markt af te schermen in het voordeel van de dominante onderneming, ofwel de mededinging verstoren op de upstream-markt tussen de dominante onderneming en concurrenten door exclusieve aankoopverplichtingen in te voeren.

#### Productiebeperking
Artikel 102(b) VWEU beschouwt "het beperken van de productie, de afzet of de technische ontwikkeling ten nadele van de verbruikers" als misbruik. Een voorbeeld kan worden gevonden in Porto di Genova waar een haven weigerde om te investeren in technologie. Hierdoor werd het aantal ladingen dat de haven aankon, beperkt, ten nadele van sommige gebruikers.

#### Essential facilities-doctrine
Men spreekt van een essential facility wanneer een bepaald product zodanig essentieel is, maar waarvan het nagenoeg onmogelijk is om een tweede van te maken.
Wanneer aan een onderneming die een innovatief product wil maken de toegang tot een essential facility wordt ontzegd door een andere dominante onderneming, maakt deze laatste zich schuldig aan misbruik.
Wordt de toegang geweigerd voor een niet-innovatief product, dan is er in principe geen sprake van misbruik. In een zaak tegen Microsoft heeft het Hof evenwel afgeweken van dit principe en oordeelde het dat de verzoeker wel degelijk toegang moest krijgen tot broncode van Windows, niettegenstaande het geen innovatief product betrof.

#### Roofprijzen
Roofprijzen betreft een praktijk die erin bestaat om de prijs te laten dalen tot onder de kosten zodat de kleinere concurrenten hun kosten niet kunnen dekken en gedwongen worden de markt te verlaten. Indien de prijs lager is dan de gemiddelde variabele kost, is er in ieder geval sprake van misbruik. Ligt de prijs hoger dan de gemiddelde variabele kost, maar lager dan de totale kost, dan is er sprake van misbruik indien er de intentie was om concurrenten uit de markt te sluiten.
In France Telecom kreeg een aanbieder van breedbandinternet een boete van € 10.35 miljoen voor het aanbieden van diensten aan prijzen die lager lagen dan de productiekosten.
Een dienst gratis aanbieden houdt evenwel niet in dat er sprake is van roofprijzen. Het kan immers zijn dat een dienst wel gratis (free), doch niet kosteloos (free of charge) wordt aangeboden. Dit is bijvoorbeeld het geval bij de gratis dienst Google Maps, waarbij de gebruikers o.a. kunnen "betalen" met data om een kaart te implementeren op hun website.

#### Margin Squeeze
Margin squeeze (ook prijssqueeze of wurgprijzen genoemd) doet zich voor wanneer een dominante, verticaal geïntegreerde onderneming een tussenproduct verkoopt aan een onderneming waarmee zij zelf via haar verticaal geïntegreerd bedrijfsonderdeel concurreert op de eindmarkt en wordt gedetecteerd door de AEC-test (as efficient competitor). Hierbij gaat men uit van een hypothetische concurrent die even efficiënt is als de dominante onderneming. Indien deze concurrent wel zou overleven op de markt, dan is het gedrag niet te kwalificeren als margin squeeze en vice versa.

#### Prijsdiscriminatie
Volumekortingen, dit zijn kortingen in functie van het gekocht aantal producten, worden geacht rechtmatig te zijn.
Over het geoorloofd karakter van exclusiviteitskortingen, kortingen die worden gegeven aan de afnemer indien die zich ertoe verbindt slechts af te nemen bij één bepaalde verkoper, bestaat onzekerheid. In Intel t. Commissie oordeelde het Hof van Justitie dat indien een onderneming redelijk overtuigende argumenten aanbrengt, de Commissie deze moet onderzoeken en niet zomaar mag wegwuiven.
Zodat getrouwheidskortingen worden aangemerkt als rechtmatig, moeten ze een zware effectentest doorstaan waarbij gekeken wordt naar de effecten van de korting op de markt.

#### Koppelverkoopen bundeling
Koppelverkoop betreft doorgaans situaties waarbij afnemers die een product kopen (het koppelende product), ook een ander product van de producent moeten afnemen (het gekoppelde product). Koppelverkoop kan op technische of op contractuele basis gebeuren.
Zodat er sprake is van koppelverkoop, moeten vier voorwaarden worden vervuld:
1. de onderneming heeft een machtspositie op de koppelende markt;
2. de gekoppelde producten zijn verschillende producten;
3. consumenten krijgen niet de kans om het ene product zonder het andere te kopen;
4. de concurrentie op de gekoppelde markt is belemmerd.

Bundeling is ofwel:
- Zuiver: twee producten worden samen gekocht en ze apart kopen is onmogelijk. Deze vorm is verboden.[58][59]
- Gemengd (ook wel multi-productkorting genoemd: de producten kunnen apart worden gekocht, maar er wordt korting gegeven indien ze samen worden gekocht.

### Uitbuiting
Deze soort doet zich voor wanneer een dominante onderneming haar positie gebruikt om consumenten uit te buiten zonder hen te verliezen als klant aan de hand van praktijken als prijsstijgingen en productiebeperkingen. Uitbuiting kan worden beschreven als elk gedrag dat de klanten van een dominante onderneming rechtstreeks schade berokkent. Zonder toetredingsbarrières is het waarschijnlijker dat de markt zich herstelt door mededinging omdat monopoliewinsten nieuwe spelers aantrekken. De Commissie zal ingrijpen indien het gedrag rechtstreeks schade berokkent aan consumenten (bijvoorbeeld in het geval van excessieve prijzen).

#### Oneerlijke handelsvoorwaarden
Hierbij gaat het om het rechtstreeks of zijdelings opleggen van onbillijke contractvoorwaarden. Een onderneming die beschikt over een feitelijk monopolie van auteursrecht, misbruikt haar machtspositie wanneer zij de globale afstand van alle auteursrechten eist, zonder daarbij een onderscheid tussen bepaalde categorieën te maken. Het verkopen van tickets door een Franse onderneming op een wijze die oneerlijk is ten aanzien van niet-Franse klanten, maakt eveneens misbruik uit.

#### Niet-prijsgerelateerd misbruik
Niet-prijsgerelateerd misbruik is ook verboden, hoewel het veel moeilijker is om het te categoriseren. In United Brands werd United Brands beboet voor contractclausules met distributeurs die parallelimport voorkwamen door de export van ongerijpte bananen te verbieden. Er bestond m.a.w. een onredelijke clausule die hun klanten belette om bananen te exporteren als ze groen waren, waardoor het moeilijk werd om überhaupt te exporteren.

## Verweer
Een onderneming die zich schuldig maakt aan misbruik van machtspositie, kan zich in principe beroepen op een objectieve noodzaak of rechtvaardiging waarbij er geen minder stringente manier bestaat om het vooropgestelde doel te bereiken. De onderneming zou zich eveneens kunnen beroepen op een efficiëntieverweer.
Dit wordt slechts uitzonderlijk aangenomen.

## Procedure

### Vooronderzoek
In de fase van het vooronderzoek krijgt de Commissie lucht van een mogelijke inbreuk op het mededingingsrecht, vaak ten gevolge van een formele of informele klacht of door clementie. Een informele klacht houdt in dat de identiteit van de klachtlegger enkel bekend is voor de Commissie zonder dat de Commissie verplicht is om de klacht te onderzoeken. De Commissie kan de klacht seponeren en zelfs doen alsof de klacht niet bestaat.
Een andere mogelijkheid bestaat erin dat de Commissie een met het mededingsrecht strijdige praktijk ontwaart door een sectoronderzoek of per toeval.
Het gros van de zaken komt echter boven water door clementie waarbij bijvoorbeeld een deelnemer aan een kartel klikt.
In het vooronderzoek gaat de Commissie dus na welke zaken prioritair zijn en of ze de zaak wel neemt. Deze fase duurt ongeveer zes maanden lang.

### Onderzoeksfase
Tijdens de onderzoeksfase onderzoekt de Commissie of er sprake is van een inbreuk op het mededingingsrecht. Deze fase duurt ongeveer twee à drie jaar.
De Commissie kan de betrokken onderneming(en) om inlichtingen verzoeken en verklaringen opnemen. Daarnaast beschikt de Commissie over allerlei inspectiebevoegdheden. Zo kan ze huiszoekingen doen bij de ondernemingen, hun boeken inkijken, lokalen verzegelen enz. De Commissie kan eveneens huiszoekingen verrichten bij directeuren, bestuurders en andere personeelsleden, hun gsm's en laptops inkijken e.d. Het geven van onjuiste of misleidende inlichtingen, zegelverbreking en het niet geven van een volledige inzage in de boeken of lokalen kan worden beboet met een bedrag gelijk aan 1 % van de totale omzet. De Commissie kan ook dwangsommen opleggen.
De Commissie moet evenwel steeds het voorwerp en het doel van de inspectie nauwkeurig bepalen en mag dit mandaat niet te buiten gaan.

### Daadwerkelijke procedure
In de daadwerkelijke procedure zendt de Commissie haar punten van bezwaar naar de onderneming(en). Daarin vermeldt de Commissie welke inbreuken ze heeft vastgesteld. De punten van bezwaar bakenen het geding af en de Commissie mag deze grenzen niet te buiten gaan. De punten van bezwaar zijn ook relevant omdat ze de onderneming(en) toegang verschaffen tot het dossier. De betrokken onderneming(en) krijgen vervolgens twee maanden om hierop te reageren. Deze periode wordt gevolgd door een zitting, geleid door een hearing officer, een onpartijdige Commissiefunctionaris.

### Beschikking
Na het einde van de procedure neemt de Commissie een beschikking. Daarin staat het bedrag van de boete, de inbreuken die de Commissie heeft vastgesteld en de onderliggende argumentatie om tot het besluit te komen. Tegen deze beschikking kan hoger beroep worden ingesteld bij het Gerecht en vervolgens eventueel bij het Hof van Justitie.

## Sancties
Ondernemingen die een inbreuk plegen op artikel 101 en 102 VWEU, kunnen beboet worden door de Europese Commissie op basis van artikel 23 van de Verordening nr. 1/2003 van de Raad van 16 december 2002 betreffende de uitvoering van de mededingingsregels van de artikelen 81 en 82 van het Verdrag. In diezelfde verordening staat eveneens de procedure beschreven, alsook de vergaande bevoegdheden van de Commissie (inspectiebevoegdheden van de lokalen, het opnemen van verklaringen enz.) De boetes die worden opgelegd in het mededingingsrecht zijn de hoogste uit het hele Unierecht. De Commissie kan eveneens dwangsommen opleggen op basis van artikel 24 van de verordening.
De Commissie heeft in 2006 richtsnoeren uitgevaardigd. Deze richtsnoeren vervangen die van 1998 en geven een verdere uitwerking aan boetes die worden opgelegd wegens een miskenning van artikel 101-102 VWEU.
Het basisbedrag wordt gevormd door het percentage van de waarde van de betrokken verkopen. Het percentage dat op de betrokken verkopen van de
onderneming wordt toegepast, kan tot 30% bedragen, afhankelijk van de ernst van de inbreuk, die op zijn beurt afhankelijk is van een aantal
factoren, zoals de aard van de inbreuk, de geografische reikwijdte en de vraag of de inbreuk is geïmplementeerd. Voor kartels bedraagt het relevante percentage doorgaans tussen 15 en 20%. Dit basisbedrag wordt vermenigvuldigd met de duur van het gedrag (het aantal jaren en maanden).
Dit basisbedrag wordt verhoogd of verlaagd naargelang het gaat om verzwarende (bv. kopstuk, recidive of belemmering van het onderzoek) of verzachtende (bijvoorbeeld beperkte rol) omstandigheden.
Het maximumbedrag van de boete bedraagt 10 % van de omzet per inbreuk.
Een eventuele verdere verlaging kan worden bekomen in geval van:
- clementie: 100 % voor de eerste, tot 50 % voor de tweede, 20 tot 30 % voor de derde en tot 20 % voor de daarnakomenden
- een schikking: 10 %
- een onvermogen te betalen.

Soms legt de Commissie met opzet een lage boete op in de hoop dat de beboete onderneming niet in beroep gaat en de Commissie zo een precedent creëert.

## Bekende zaken
- Microsoft Windows Media Player (2007): boete van € 497 miljoen wegens de koppelverkoop van Windows Media Player en abusievelijke licentiepraktijken met een dwangsom van € 860 miljoen omdat Microsoft gedurende 6 maanden haar misbruik niet staakte[72]
- Intel (2009): boete van € 1,06 miljard voor het geven van kortingen aan producenten van pc's en laptops op voorwaarde dat zij de meeste processors kochten van Intel zelf, waardoor AMD competitief werd benadeeld[73]
- Microsoft Internet Explorer (2013): boete van € 561 miljoen voor de koppelverkoop van Internet Explorer via Windows door Microsoft.[74]
- Google Shopping (2017): boete van € 2,42 miljard voor het misbruiken van Google Search door de eigen prijsvergelijkingsdienst Google Shopping te bevoordelen en hoger te plaatsen in de zoekresultaten dan die van concurrenten[75]
- Google Android (2018): boete van € 4,34 miljard wegens de verplichting aan producenten van smartphones die op Android draaien om Google Search en Chrome te installeren als voorwaarde om Play Store te mogen gebruiken, wegens betalingen aan producenten en gsm-operatoren om enkel Google Search te installeren op hun smartphones en wegens het verbod aan producenten om gsm's te verkopen met een gemodificeerde Androidversie die niet op voorhand werd goedgekeurd door Google.[76] Dit is de hoogste boete die de Commissie tot dusver heeft opgelegd.
- Google AdSense (2019): boete van € 1,49 miljard voor restrictieve clausules in overeenkomsten met websites die Googles concurrentie verbood om hun advertenties te plaatsen op diezelfde websites[77]